# Lažany (Skuteč)

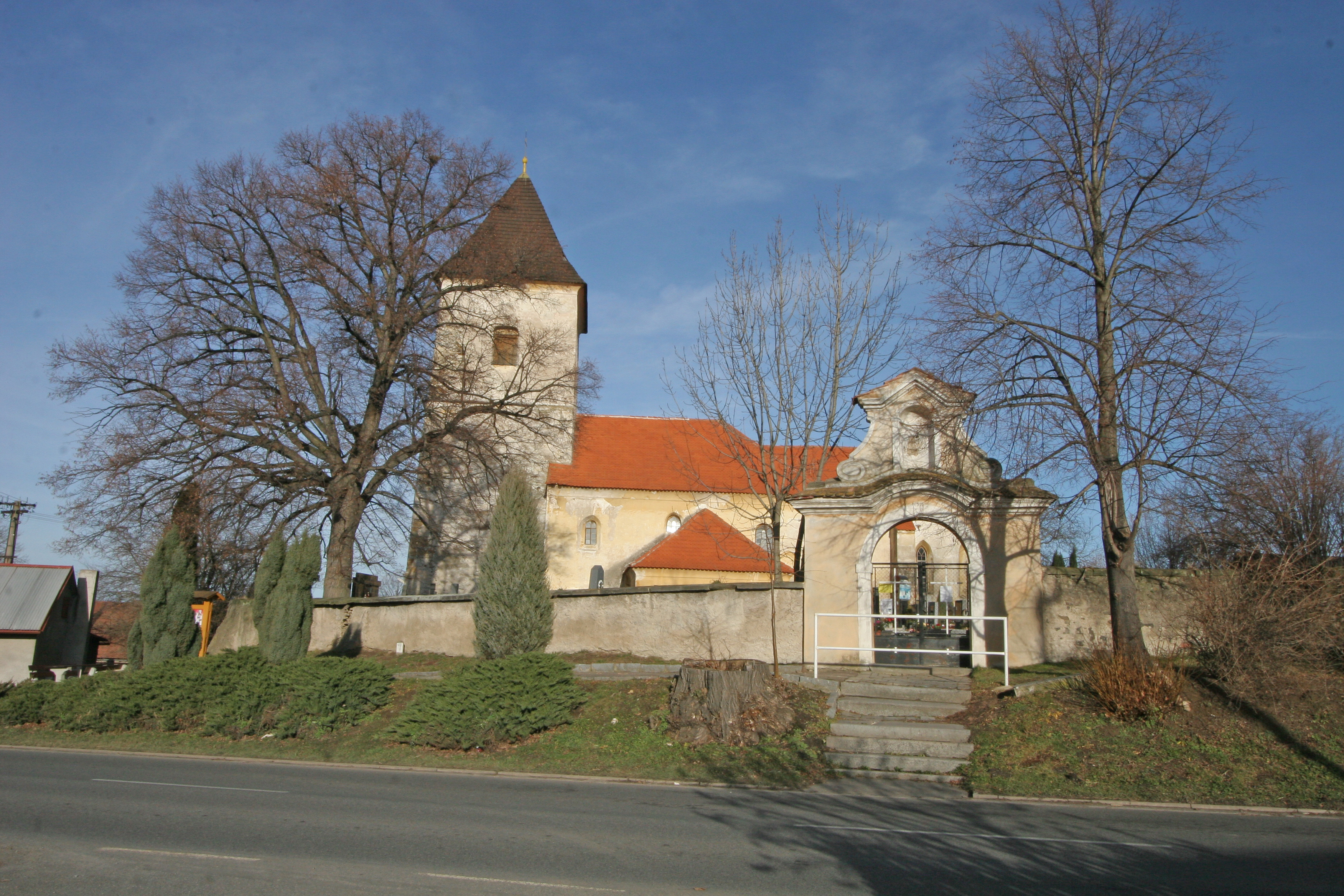
Kirche des hl. Wenzel

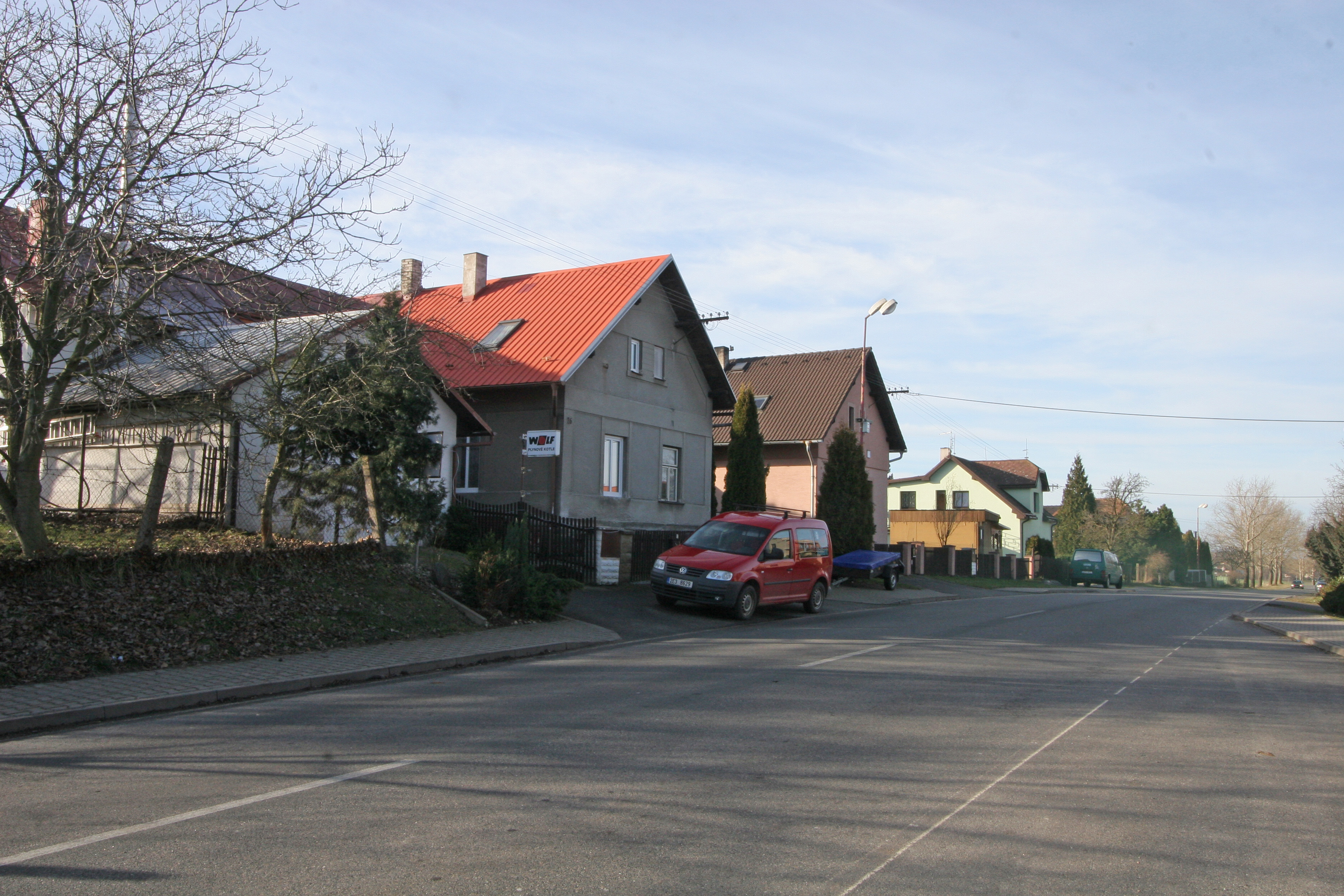
Hauptstraße

Lažany (deutsch Laschan) ist ein Ortsteil der Stadt Skuteč in Tschechien. Er liegt zwei Kilometer südöstlich von Skuteč und gehört zum Okres Chrudim.

## Geographie
Lažany befindet sich in der Skutečská pahorkatina (Skutscher Hügelland). Durch den Ort führt die Staatsstraße II/354 zwischen Předhradí; südlich verläuft die Bahnstrecke Svitavy–Žďárec u Skutče. Im Nordosten erhebt sich die Heráně (453 m n.m.), westlich der Humperky (Humberg, 469 m n.m.). Nordöstlich des Dorfes entspringt der Anenský potok. Östlich liegt die Burg Rychmburk, südwestlich der Feldflugplatz Skuteč (LKSK).
Nachbarorte sind Štěpánov und Zbožnov im Norden, Lhota u Skutče, Zadní Borek, Zhoř, Oborský Mlýn und Borek im Nordosten, Předhradí im Osten, Ochozka, Kutřín, Ochoz und Lešany im Südosten, Daletice und Dolívka im Süden, Žďárec u Skutče im Südwesten, V Lázních im Westen sowie Skuteč und Kolonie im Nordwesten.

## Geschichte
Archäologische Funde belegen die Besiedlung der Gemarkung seit der Jungsteinzeit.
Das Dorf Lažany entstand am Chrudimer Steig, einem mittelalterlichen Handelsweg, der nach Litomyšl zum Strenitzer Landessteig (Trstenická stezka) führte. Die erste urkundliche Erwähnung von Lažany erfolgte im Jahre 1349 als Besitz der Richenburg. Die älteste Nachricht über die Kirche stammt von 1350, als die Pfarrei Lažany dem neu errichteten Bistum Litomyšl zugewiesen wurde. Die Pfarrkirche diente als Grablege der Besitzer der Richenburg. Während des Dreißigjährigen Krieges erlosch die Pfarrei Lažany, die Kirche wurde zur Filialkirche der Skutscher Pfarrei.
Im Jahre 1835 bestand das im Chrudimer Kreis gelegene Rustikaldorf Laschan bzw. Lažan aus 27 Häusern, in denen 157 Personen lebten. Katholischer Pfarrort war Skutsch, die Protestanten waren dem Pastorat Krauna zugeteilt. Bis zur Mitte des 19. Jahrhunderts blieb Laschan der Herrschaft Richenburg untertänig.
Nach der Aufhebung der Patrimonialherrschaften bildete Lažany ab 1849 einen Ortsteil der Gemeinde Rychmburk im Gerichtsbezirk Skutsch. Ab 1868 gehörte das Dorf zum politischen Bezirk Hohenmauth. 1869 hatte Lažany 147 Einwohner und bestand aus 31 Häusern. 1897 wurde die Bahnstrecke Polička–Skutsch errichtet. Im Jahre 1900 lebten in Lažany 164 Personen, 1910 waren es 178. Lažany löste sich 1925 von Rychmburk los und bildete eine eigene Gemeinde. 1930 hatte Lažany 153 Einwohner. 1949 wurde die Gemeinde dem neu gebildeten Okres Hlinsko zugeordnet, seit 1961 gehört sie zum Okres Chrudim. Am 1. Januar 1976 erfolgte die Eingemeindung nach Skuteč. Beim Zensus von 2001 lebten in den 47 Häusern von Lažany 106 Personen.

## Gemeindegliederung
Der Ortsteil bildet den Katastralbezirk Lažany u Skutče.

## Sehenswürdigkeiten
- Kirche des hl. Wenzel, die ehemals gotische Kirche ist seit 1350 nachweisbar und war die Grablege der Besitzer der Richenburg. Im Innern befinden sich sieben Grabtafeln der Grafen von Waldstein aus dem 16. Jahrhundert. An den Wänden sind die Wappen der Geschlechter Trčka von Lípa und Berka von Dubá aufgemalt. Umgeben wird die Kirche von einem wehrhaft ummauerten Friedhof; das barocke Friedhofsportal wurde 1799 errichtet.[4]
- Karstquelle Malhošťská vyvěračka, nördlich des Dorfes im Tal des Anenský potok